# 今野瑠斗
今野 瑠斗（こんの りゅうと、2004年7月13日 - ）は、東京都中央区出身のプロ野球選手（投手、育成選手）。右投右打。横浜DeNAベイスターズ所属。

## 経歴

### プロ入り前
小学校1年生の時に兄の影響で野球を始め、中央フェニックス所属後北砂リトルリーグに所属。中央区立晴海中学校時代は新宿シニアでプレーした。高校は、生まれ育った東京を離れ、長野県の東京都市大学塩尻高等学校に進学。1年秋から主力となり、2年秋から主将を務めた。3年夏の長野県大会では、延長戦を含め準決勝まで3試合を完投し、同校を11年ぶりに決勝進出まで導くが、佐久長聖高校に敗れ甲子園出場はならなかった。
2022年10月20日、プロ野球ドラフト会議が行われ、横浜DeNAベイスターズから育成3位指名を受けた。11月11日、長野県内のホテルで入団交渉を行い、支度金280万円、年俸340万円で合意した。担当スカウトは横山道哉。背番号は108。

### DeNA時代
2023年はリリーフとして二軍で8試合に登板し、防御率5.14、7奪三振の成績を残した。打者30人との対戦で、被安打は僅か2本だった。
2024年4月2日、BCリーグ・神奈川フューチャードリームスへの派遣が発表された。派遣時の背番号は68。派遣先では13試合に登板し、防御率7.58の成績だった。オフの10月7日からはみやざきフェニックス・リーグに参加する。

## 選手としての特徴
最速143km/hの微妙に動くストレートを武器に、強気の投球を見せる。

## 詳細情報

### 独立リーグでの投球成績
| 年 度     | 球 団     | 登 板 | 先 発 | 完 投 | 完 封 | 無 四 球 | 勝 利 | 敗 戦 | セ 丨 ブ | ホ 丨 ル ド | 勝 率 | 打 者 | 投 球 回 | 被 安 打 | 被 本 塁 打 | 与 四 球 | 敬 遠 | 与 死 球 | 奪 三 振 | 暴 投 | ボ 丨 ク | 失 点 | 自 責 点 | 防 御 率 | W H I P |
| --------- | --------- | ----- | ----- | ----- | ----- | -------- | ----- | ----- | -------- | ----------- | ----- | ----- | -------- | -------- | ----------- | -------- | ----- | -------- | -------- | ----- | -------- | ----- | -------- | -------- | ------- |
| 2024      | 神奈川    | 13    | -     | 0     | 0     | 0        | 0     | 1     | 0        | 0           | .000  | 94    | 19.0     | 26       | 0           | 10       | -     | 2        | 17       | 1     | 0        | 16    | 16       | 7.58     | 1.90    |
| 通算：1年 | 通算：1年 | 13    | -     | 0     | 0     | 0        | 0     | 1     | 0        | 0           | .000  | 94    | 19.0     | 26       | 0           | 10       | -     | 2        | 17       | 1     | 0        | 16    | 16       | 7.58     | 1.90    |

### 背番号
- 108（2023年 - ）
  - 68（2024年） ※神奈川フューチャードリームスの派遣選手としての背番号